# إيليا شعبانوف
إيليا شعبانوف (بالروسية: Шабанов, Илья Владимирович)‏ هو لاعب كرة قدم روسي في مركز الدفاع، ولد في 13 أبريل 1997 في نابريجنيي تشلني في روسيا. لعب مع روبين قازان ونادي سلافيا-موزير.

## وصلات خارجية
- إيليا شعبانوف على موقع قاعدة بيانات كرة القدم.إي يو (الإنجليزية)
- إيليا شعبانوف على موقع Soccerway.com (الإنجليزية)